# Yves Liberge
Pour les articles homonymes, voir Liberge.
Yves Liberge est un architecte français, né à Nantes le 2 octobre 1910 et mort le 28 janvier 2009 à Saint-Herblain.

## Biographie
Issu d'une famille d'architectes nantais, Yves Liberge est le fils de l'architecte et urbaniste Jean Liberge, élève de Marcel Lambert, et de Marie Legrand. Il suit des études au collège Saint-Stanislas de Nantes, puis entre à l'école nationale supérieure des beaux-arts de Paris et en sort diplômé en 1935.
Après la Seconde Guerre mondiale, il devient le principal collaborateur de Michel Roux-Spitz, nommé architecte en chef de la reconstruction du canton de Nantes en 1946, puis lui succède à ce poste après le décès de ce dernier en 1957.
La reconstruction de Nantes achevée, il poursuit sa carrière dans sa ville natale en tant qu'architecte en chef de la ZUP Éraudière et de la ZAC Beaujoire. Il est aussi membre de plusieurs commissions techniques : commission départementale d’urbanisme de Loire-Atlantique (1954-1964), commissions départementales et régionales des opérations immobilières et de l'architecture des pays de la Loire (1970-1980). Il est également architecte-conseiller technique au groupe d’étude du Val-de-Loire du ministère de la Construction et du ministère de l’Éducation nationale (1967-1970),

## Œuvres
- Hôtel-Dieu de Nantes en collaboration avec Michel Roux-Spitz (1964) ;
- Immeubles de la rue du Calvaire à Nantes, en collaboration avec Michel Roux-Spitz ;
- Siège de la CARSAT des Pays de la Loire, place de Bretagne en collaboration avec Pierre Joëssel (1964) ;
- Faculté des Sciences de l'Université de Nantes (campus de la Lombarderie) ;
- Parc des expositions de la Beaujoire à Nantes ;
- Église Notre-Dame-de-Lourdes à Nantes ;
- Église Saint-Jean-l'Évangéliste à Saint-Sébastien-sur-Loire ;
- Église Saint-Laurent à Blain (clocher), son grand-père ayant construit le reste de lédifice ;
- Piscines municipales à Nantes (piscine Léo-Lagrange) et à La Baule-Escoublac.